# Subartu
Subartu (ou Shubartum, Subir) est un terme géographique de la Mésopotamie antique, désignant un territoire ou un groupe de population qui a pu avoir des acceptions différentes selon le temps, entre le IIIe millénaire av. J.-C. et le Ier millénaire av. J.-C. millénaire av. J.-C. Ce terme recouvre une partie de la Haute Mésopotamie et désigne parfois le « Nord » au sens large pour les habitants de la Haute Mésopotamie.

## Histoire
La plus ancienne attestation de ce terme se trouve dans une inscription d'Eanatum de Lagash (XXVe siècle av. J.-C. siècle av. J.-C.), parmi ses ennemis. Deux siècles plus tard, dans les inscriptions des rois de l'empire d'Akkad, Subartum désigne une entité imprécise vers le bassin du Khabur, voire plus à l'est. Dans les textes relatant la chute de la troisième dynastie d'Ur, Subartum fait partie des populations participant aux conflits contre le royaume mésopotamien.
Durant la première moitié du IIe millénaire av. J.-C. millénaire av. J.-C., Subartum désigne une région allant du Haut Tigre jusqu'au Khabur, comprenant plusieurs principautés dirigées par des rois amorrites mais incluant également des populations hourrites (Razama, Andarig). Par la suite, ce terme désigne vraisemblablement les populations hourrites de la région du Khabur, ainsi que leur langage et leurs traditions.
Après le XIVe siècle av. J.-C. siècle av. J.-C., le terme réapparaît sous la forme Shubaru, pour désigner des populations hourrites de cette même région après l’effondrement du royaume du Mittani : elles sont combattues par le roi Suppiluliuma Ier des Hittites, et surtout par les rois Assyriens Adad-nerari Ier, Tukulti-Ninurta Ier, Salmanazar Ier puis Teglath-Phalasar Ier, qui ne parviennent jamais à pacifier ces populations. Chez leurs successeurs du début du Ier millénaire av. J.-C. millénaire av. J.-C., le terme Shubria réapparaît pour désigner des populations habitant les régions du Haut Tigre et des plateaux à l'est du lac de Van.